# カフェ・バウム
座標: 北緯51度20分28秒 東経12度22分23秒 / 北緯51.341081度 東経12.372935度

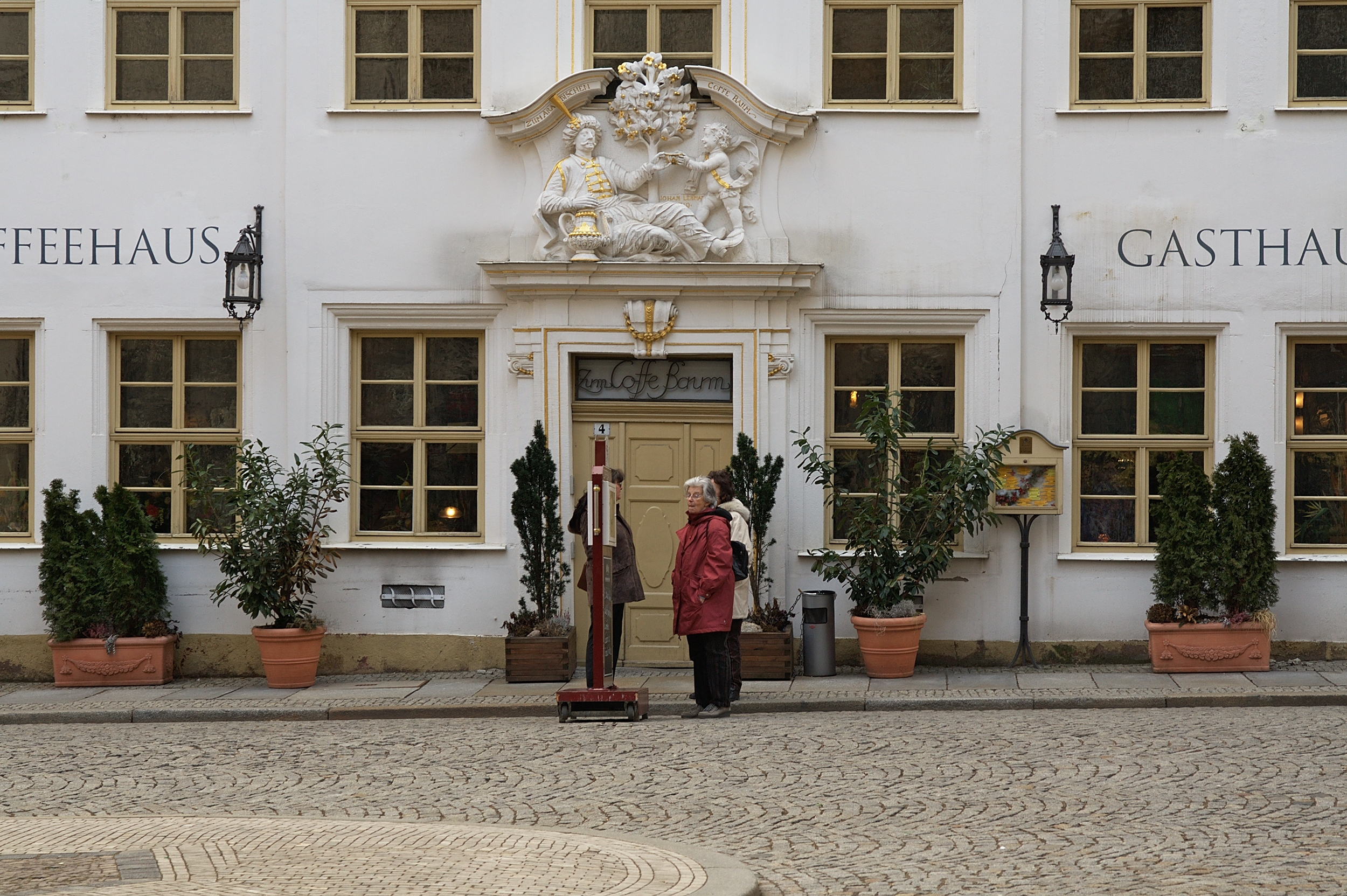
Zum Arabischen Coffe Baum

カフェ・バウム（Coffe Baum）はドイツのザクセン州ライプツィヒにあるコーヒー店。

## 概要
1711年よりコーヒーが提供されたとされ、ドイツ最古のコーヒー店として知られる。中世以来の通商都市として栄えたライプツィヒではフランスのパリに次いでコーヒーが登場し、市井の人々へ受け入れられた。カフェ・バウムの表札像にはアラビア風の男性とキューピッドが描かれており、コーヒーが当時異国情緒あふれる珍しい飲み物であったことを伝えている。3階、4階はザクセン州のコーヒーにちなんだ博物館となっており、およそ300年にわたるザクセン州のコーヒー文化の歴史が紹介されている。

## 店名の由来
店名は「Zum Arabischen Coffe Baum」（アラビアのコーヒーの樹）から採られており、ロベルト・シューマンをはじめ、フリードリヒ・フォン・シラーやリヒャルト・ワーグナー、フリードリッヒ・リストといった多数の著名人が足を運ぶなど、サロンとしての役割も果たした。中でもシューマンが仲間たちとたむろして音楽談義に花を咲かせたとされる席はSchumann-Eckと名付けられている。

## 著名なゲスト
- アウグスト2世 (ポーランド王) - ザクセン選帝侯。
- ヨハン・ゼバスティアン・バッハ - ドイツの作曲家。
- ヨハン・クリストフ・ゴットシェート - ドイツの作家。
- クリスティアン・ゲッレールト - ドイツの詩人・哲学者。
- ゴットホルト・エフライム・レッシング - ドイツの詩人。
- ヨハン・ヴォルフガング・フォン・ゲーテ - ドイツの詩人・政治家・科学者。
- ナポレオン・ボナパルト - フランスの政治家・軍事指導者。
- ロベルト・シューマン - ドイツの作曲家。
- E.T.A.ホフマン - ドイツの作家。
- フランツ・リスト - ハンガリーの作曲家。
- リヒャルト・ワーグナー - ドイツの作曲家。
- マックス・クリンガー - ドイツの画家。